# كورتيس كروكت
كورتيس كروكت (بالإنجليزية: Curtis Crockett)‏ هو لاعب كرة قدم أمريكية أمريكي، ولد في 10 أكتوبر 1940 في ماكدونو في الولايات المتحدة، وتوفي في 2003.